# Metal Race
Metal Race ist ein russisches Metallabel, das hauptsächlich Bands aus den Genres Thrash Metal und Death Metal unter Vertrag nimmt und verlegt. Neben aktuellen Erstveröffentlichungen gehören auch Wiederveröffentlichungen zum Programm.

## Veröffentlichungen (Auswahl)
- Exhumation – City of Decay (Album, 2011)
- Grenouer – Death of a Bite (Album, 2018)
- Grinder – Sirens (Album, 2014)
- Mortifer – Бессмысленная Война (Album, 2014)
- Ravenous – Book of Covetous Souls (Album, 2015)
- Trizna – Forgotten Tapes (Kompilations-Album, 2015)